# Открытие Кильского канала
«Открытие Кильского канала» (англ. Opening of the Kiel Canal) — немой короткометражный документальный фильм Бирта Акреса. Фильм снимался с июня по июль 1895 года. Фильм снимался 20 июня на церемонии открытия Кильского канала, организованную Вильгельмом II. Премьера состоялась в Великобритании 1 июля 1895 года.

## Сюжет
Фильм показывает Северный Морской Канал. Три человека перерезают ленту.

## В ролях
- Вильгельм II — в роли самого себя
- Августа Виктория — в роли самой себя

## Награды
Фильм хранится в Лондонском научном музее.